# 泰奧菲勒·德爾卡塞

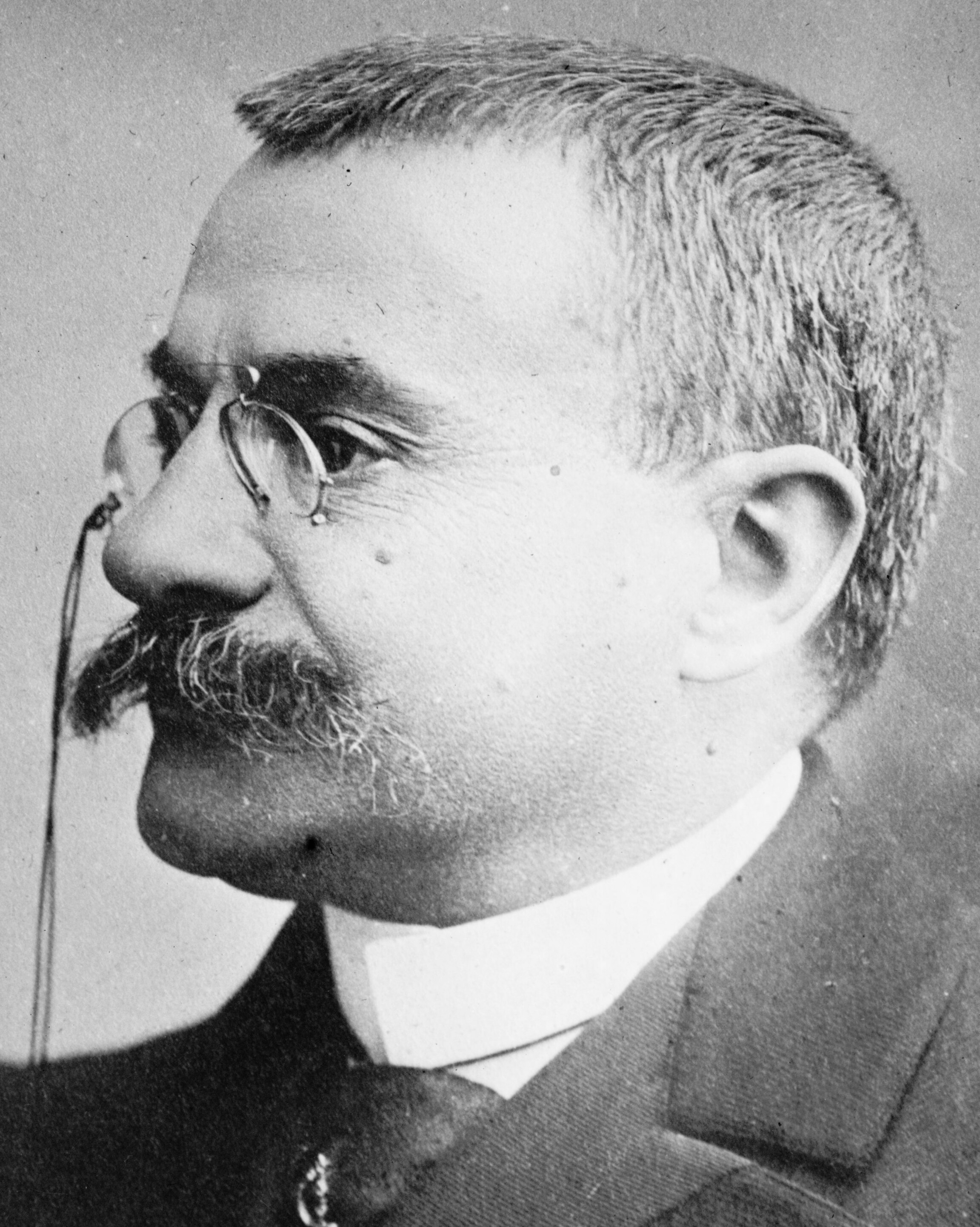
泰奧菲勒·德爾卡塞，法國外交家及政治家。

泰奧菲勒·德爾卡塞（法語：Théophile Delcassé，法語發音：[teɔfil dɛlkase]；1852年3月1日—1923年2月22日），是一名法國政治人物、外交家，生於阿列日省的帕米耶。德爾卡塞曾擔任法蘭西第三共和國外交部長。

## 生平
德爾卡塞曾擔任亞歷山大·里博內閣（1893年1月－4月）的殖民部副秘書長，直至查理·迪皮伊內閣於同年12月倒台。殖民部得以成為一個獨立部門，很大程度上有賴他的努力。因此在迪皮伊第二度內閣（1894年5月-1895年1月）時，他成為殖民部部長。
在任職殖民部時，德爾卡塞致力於推動法國殖民事業，特別是在西非的殖民行動。在西非他建立達荷美殖民地，並進行了對烏班吉河上游的探索。除此之外，德爾卡塞亦鼓吹加強海軍，主張以此保障殖民地及貿易安全。
至1898年6月，德爾卡塞接手法國外交事務，並在多個內閣中皆續任此位，直至1906年為止。1898年他甫上任時，即要面對英法之間在法紹達爆發的衝突。在1899年3月，他與英國締結協議，成功解決法紹達危機，法國繼續鞏固其位於西非的殖民帝國，同時又爭取逐漸與英國交好。同年他亦調停了美西戰爭，協助兩國達成和約。
德爾卡塞作為外交部長時，繼續維持其一貫反德的立場，德皇威廉二世甚至稱他為"對德國最危險之法國人"（"The most dangerous man for Germany in France"）。德爾卡塞逐漸將法國自第二帝國以來的外交孤立打破，反之向德國進行外交攻勢，開始將德奧同盟圍堵起來。他改善了法國與意大利的關係、透過對聖彼得堡進行兩度訪問，加強法俄同盟的關係。在1900年6月與西班牙達成協議，劃分了長久以來爭議的邊境地帶。最終於1904年與英國達成了摯誠協定，解決雙方於全球的殖民事務（尤其關於埃及、紐芬蘭及摩洛哥）及其他爭議。英法友誼在1905年的第一次摩洛哥危機中獲得完全肯定，德國已經受到多方的反對，反而法國卻取得不少支持。
不過在摩洛哥的危機中，德國卻成功引致了德爾卡塞的下台，因為德爾卡塞的一貫反德對和平解決事件造成了阻礙。1906年初，德爾卡塞最終辭職下台，並退隱至1909年回歸，處理法國海軍事務。他促成了英法海軍的更緊密合作，使日後一戰爆發時，英國最後選擇傾向法國一方，而非德國。一戰爆發時，他再度擔任外交部長，直至1915年他退休為止。

## 來源
- 本条目包含来自公有领域出版物的文本: Chisholm, Hugh (编).  (第11版). London: Cambridge University Press. 1911.